# زشتی

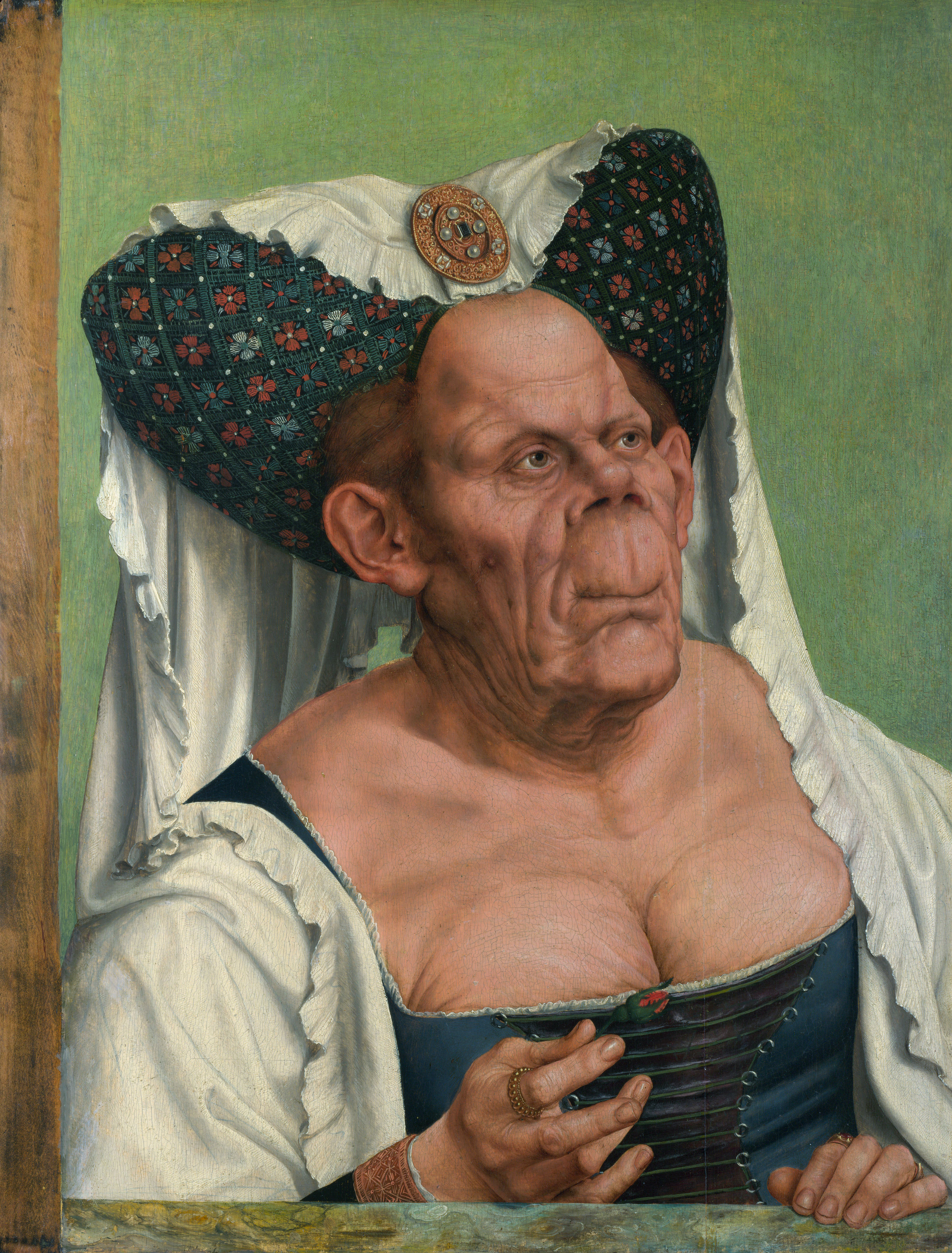
نقاشی دوشس زشت (اثر هنرمند فلاندرایی کوئنتین ماتسیس c. ۱۵۱۳)

زشتی صفتی ظاهری است که به میزان عدم مطلوبیت زیباشناختی ویژگی‌های ظاهری اشاره دارد.
در بسیاری از جوامع زشتی در تقابل با زیبایی است، اما در برخی از جوامع این دو صفت متضاد یکدیگر نیستند. مفهوم ژاپنی «وابی-سابی» نقص و آسیب‌پذیری را گرامی می‌دارد—ویژگی‌هایی که در فرهنگ‌های دیگر شاید «نازیبا» تلقی شوند. زشتی و زیبایی می‌توانند همچون ستاره‌های دوتایی رفتار کنند که هر یک در کشش گرانشی دیگری اسیر شده و به دور هم می‌چرخند، درحالی که همراه با ستارگان بیشمار دیگر، یک کهکشان کامل را می‌سازند.
سقراط از زشتی ظاهری خود برای برشمردن فضائل فلسفه استفاده می‌کرد و می‌گفت که فلسفه می‌تواند فرد را از زشتی ظاهری نجات دهد.
تبعیض علیه افراد زشت ظاهرتبعیضی نامیده می‌شود و در برخی از کشورها جرم تلقی شده است.